# Ferron (chanteuse)
Ferron Foisy, née Deborah Foisy le 1er juin 1952 à Toronto, connue artistiquement sous le nom de Ferron, est une auteure-compositrice-interprète et poète canadienne.

## Carrière
Ferron est une figure influente de la musique folk lesbienne et féministe. Comparée à Leonard Cohen et Neil Young, elle a marqué le mouvement féministe nord-américain et influencé des artistes comme Indigo Girls, Shawn Colvin, Tori Amos et Ani DiFranco.

## Discographie
- Ferron (1977)
- Backed Up (1978)
- Testimony (1980)
- Shadows on a Dime (1984)
- Phantom Center (1990)
- Not a Still Life (1992, live)
- Resting With the Question (1992)
- Driver (1994)
- Still Riot (1996)
- Inside Out (1999)
- Impressionistic (2002, compilation)
- Turning into Beautiful (2005)
- Boulder (2008)
- Girl on a Road (2011, live)
- Lighten-ing (2013)